# Leyanis Pérez Hernández
Leyanis Pérez Hernández   (Pinar del Río, 10 de gener de 2002) és una atleta cubana que competeix en triple salt i ha guanyat medalles al Campionat del món d'atletisme i al Campionat del món d'atletisme en pista coberta.

## Trajectòria
Nascuda a Pinar del Río, té una germana bessona, Lidianis, que és jugadora d'handbol. Leyanis es va incorporar a una escola esportiva a l'edat de dotze anys i es va entrenar tant en salt d'alçada com en salt triple. A parit del 2018 es va centrar en el triple salt i va saltar més de 14 metres (14,13 m) en la seva primera competició oficial el 2019. Aquell any va guanyar una medalla d'argent als Campionats Panamericans sub-20 a San José (Costa Rica), en el seu primer esdeveniment internacional.
El seu salt de 14,15 m el 21 de març de 2020 va ser el quinzè salt més llarg del món aquell any i la millor distància mundial per una atleta júnior. Va aconseguir la marca de classificació per als Jocs Olímpics de 2020 saltant 14,46 m i després 14,32 m. Al final, però, una lesió li va impedir viatjar a Tòquio i no va poder competir. Tot i així, va guanyar l'or als Jocs Panamericans Juvenils de 2021 a Cali a finals de 2021. Més endavant, va acabar quarta al Campionat del Món d'atletisme de 2022 i va millorar la seva marca personal en 12 cm amb els seus 14,70 m de segona ronda.
Va guanyar una medalla de plata als Jocs Centreamericà i del Carib de 2023 a San Salvador el juliol de 2023, amb una millor marca personal de 14,98 m. A Rabat va aconseguir la seva primera victòria en una reunió de la Diamond League, saltant 14,84 m. Va guanyar la medalla de bronze al Campionat del món d'atletisme 2023 a Budapest l'agost de 2023, amb un salt de 14,96 m. Va guanyar la medalla d'or als Jocs Panamericans de 2023 a Santiago de Xile el novembre de 2023.
Va guanyar la plata al Campionat del món d'atletisme en pista coberta de 2024 a Glasgow amb una distància de 14,90 m. El juny de 2024 va guanyar l'esdeveniment de la Diamond League de 2024 a Estocolm. El 12 de juliol de 2024 va saltar 14,96 metres per a guanyar a l'esdeveniment de la Herculis Diamond League de 2024 a Mònaco.